# Na klar!
Na  Klar! Records ist ein deutsches Plattenlabel  mit Sitz in Berlin. Na Klar! Records wurde vom deutschen Musikproduzenten Helmuth Rüßmann gegründet, der mit Christian Wolff die Geschäftsführung innehat. Das Label wurde 1995 in Hennef (Sieg) gegründet.
Mit den zwei Zellen, bestehend aus dem Tonstudio Rüßmann in der Nähe von Köln und dem Label Na Klar! Records mit Sitz in Berlin, haben der Produzent Helmuth Rüßmann und der ehemalige BMG Berlin Geschäftsführer Christian Wolff eine eigene Plattform für Künstler, Konzepte, Produzenten, Ideen und Hits geschaffen.
Nachdem sich Helmuth Rüßmann Anfang 2010 aus dem aktiven Labelgeschäft zurückgezogen hat, ist Christian Wolff alleiniger Geschäftsführer und Inhaber der Na Klar GmbH, mit Hauptsitz in Berlin. Rüßmann bleibt dem Label als Produzent erhalten.

## Bekannte Künstler
- Wolfgang Petry
- Böhse Onkelz
- Cathrin Geissler
- Brings
- LazyTown
- Banaroo
- Yoomiii
- Wildecker Herzbuben
- Jürgen von der Lippe
- Urbanize[1]
- Carmen Geiss
- Soul Control
- Thomas Anders
- Andreas Martin
- Audiosmog
- Trademark